# Dobson (enhed)
En Dobsonenhed (ofte forkortet DU efter engelsk: Dobson Unit) er en enhed som benyttes til at angive ozonlagets tykkelse. En dobsonenhed svarer til 2,7×1020 ozonmolekyler pr. kvadratmeter. Et ozonlag på 0,01 mm har ved et tryk på 1 atmosfære og ved 0 °C en dobsonenhed på 1.
Enheden er opkaldt efter den engelske fysiker Gordon Dobson. Han var den første som byggede et apparatur der kunne måle ozonlagets tykkelse fra jordens overflade.